# Långholm (vid Kårlax, Pargas)
Långholm är en halvö i Finland. Den ligger i Pargas i landskapet Egentliga Finland, i den södra delen av landet, 140 km väster om huvudstaden Helsingfors.